# Adrian Clifton
Adrian Lewis Clifton (Hackney, Inglaterra, Reino Unido, 12 de diciembre de 1988) es un futbolista británico que juega como delantero en el club Boreham Wood de la National League de Inglaterra. Es internacional con la selección de fútbol de Montserrat.

## Carrera

### Isthmian League
Clifton comenzó su carrera en las categorías inferiores del Arsenal, desarrollándose con el club desde los 11 a los 15 años, seguido de hechizos con Norwich City y West Ham United. Cumplió tres sentencias de prisión cuando era joven antes de dedicarse al fútbol fuera de la liga. Durante su última sentencia en prisión, apareció en el programa de televisión Football Behind Bars de Ian Wright.
El mediocampista se unió al Romford norte de la División Uno de la Liga Isthmian antes de la temporada 2011-12, después de haber impresionado en una prueba de pretemporada. Después de un breve período jugando en la Liga TTFF no piramidal para Yalova, Clifton regresó y anotó en su debut en la FA Cup. Incapaz de reproducir la forma que mostró en el verano, dejó el club al final de la temporada.
Clifton se unió a Waltham Forest en agosto de 2012 y tomó el brazalete de capitán mientras jugaba regularmente para el primer equipo. En abril de 2013, Clifton dejó Waltham Forest para unirse a East Thurrock United. Habiendo rechazado varias ofertas de equipos en la Istmian Division One North, finalmente se fue para escalar posiciones a la Isthmian Premier Division. Su último partido para Forest lo vio anotar un triplete contra Ilford.

### National League
Clifton apareció nueve veces para East Thurrock United en el último mes de la temporada, registrando siete victorias y dos empates. Sin embargo, en mayo de 2015 fue fichado por el Maidenhead United de la Liga Nacional Sur, que había estado observando previamente al mediocampista.
Ayudó a Maidenhead a levantar su primera Copa Senior de Berks & Bucks en cuatro años, anotando en la victoria final por 4-0 sobre el Aylesbury United. Después de dos temporadas en York Road, Clifton se convirtió en el primer fichaje de Lee Bradbury en Havant & Waterlooville, y se unió en el verano de 2015 con un contrato de dos años.
Después de sufrir una lesión que lo descartó durante cuatro meses, Clifton se unió al Staines Town de la Isthmian League Premier Division en un préstamo de un mes en febrero de 2016. Hizo cuatro apariciones en su tiempo con el club antes de regresar a Havant. Se unió a Staines de forma permanente para la temporada 2016-17.
El 22 de julio de 2017, la cuenta oficial de Twitter de Maidenhead United anunció que Clifton había vuelto a fichar por ellos. Clifton anotó un doblete contra Bromley el 24 de octubre de 2017, aunque muchas fuentes afirmaron incorrectamente que anotó un hat-trick. Al final de la temporada 2018-19, Clifton ganó los cinco premios en los premios de fin de temporada de los Magpies, ganando los premios al Jugador de la temporada de cada uno de los jugadores, entrenador y seguidores, el premio Golden Boot con 15 goles en total. competiciones y el premio al Gol de la Temporada.
El 3 de mayo de 2019, se anunció que Clifton se uniría a Bromley para la temporada 2019-20.
El 18 de septiembre de 2020, Clifton fichó por Dagenham & Redbridge. Fue liberado por Dagenham junto con otros cinco jugadores en junio de 2021 luego de la expiración de su contrato.

## Selección nacional
Clifton hizo su debut internacional con Montserrat el 31 de marzo de 2015, participando en un empate 2-2 con Curazao durante la clasificación para la Copa del Mundo de 2018.

## Vida personal
Clifton trabaja como ingeniero de petróleo y gas natural.

## Estadísticas

### Clubes
| Club                    | Temporada | Liga                               | Liga | Liga  | FA Cup | FA Cup | League Cup | League Cup | Other | Other | Total | Total |
| Club                    | Temporada | División                           | Apps | Goals | Apps   | Goals  | Apps       | Goals      | Apps  | Goals | Apps  | Goals |
| ----------------------- | --------- | ---------------------------------- | ---- | ----- | ------ | ------ | ---------- | ---------- | ----- | ----- | ----- | ----- |
| Romford                 | 2011–12   | Isthmian League Division One North | 12   | 1     |        |        | —          | —          |       |       | 12    | 1     |
| Waltham Forest          | 2011–12   | Isthmian League Division One North | 5    | 1     |        |        | —          | —          |       |       | 5     | 1     |
| Waltham Forest          | 2012–13   | Isthmian League Division One North | 25   | 9     |        |        | —          | —          |       |       | 25    | 9     |
| Waltham Forest          | Total     | Total                              | 30   | 10    |        |        | —          | —          |       |       | 30    | 10    |
| East Thurrock United    | 2012–13   | Isthmian League Premier Division   | 9    | 0     |        |        | —          | —          |       |       | 9     | 0     |
| Maidenhead United       | 2013–14   | Conference South                   | 41   | 6     |        |        | —          | —          |       |       | 41    | 6     |
| Maidenhead United       | 2014–15   | Conference South                   | 30   | 8     |        |        | —          | —          |       |       | 30    | 8     |
| Maidenhead United       | Total     | Total                              | 71   | 14    |        |        | —          | —          |       |       | 71    | 14    |
| Havant & Waterlooville  | 2015–16   | National League South              | 14   | 2     | 4      | 0      | —          | —          | 3     | 0     | 21    | 2     |
| Staines Town (préstamo) | 2015–16   | Isthmian League Premier Division   | 4    | 0     | 0      | 0      | —          | —          | 0     | 0     | 4     | 0     |
| Staines Town            | 2016–17   | Isthmian League Premier Division   | 31   | 8     | 1      | 0      | —          | —          | 2     | 0     | 34    | 8     |
| Maidenhead United       | 2017–18   | National League                    | 37   | 7     | 2      | 0      | —          | —          | 4     | 1     | 43    | 8     |
| Maidenhead United       | 2018–19   | National League                    | 40   | 14    | 3      | 1      | —          | —          | 0     | 0     | 43    | 15    |
| Maidenhead United       | Total     | Total                              | 77   | 21    | 5      | 1      | —          | —          | 4     | 1     | 86    | 23    |
| Bromley                 | 2019–20   | National League                    | 24   | 0     | 2      | 0      | —          | —          | 1     | 0     | 28    | 0     |
| Dagenham & Redbridge    | 2020–21   | National League                    | 6    | 0     | 0      | 0      | —          | —          | 0     | 0     | 6     | 0     |
| Boreham Wood            | 2021–22   | National League                    | 27   | 1     | 6      | 2      | —          | —          | 3     | 0     | 36    | 3     |
| Total                   | Total     | Total                              | 305  | 57    | 18     | 3      | —          | —          | 13    | 1     | 336   | 61    |

### Selección nacional
| Selección  | Año   | Partidos | Goles |
| ---------- | ----- | -------- | ----- |
| Montserrat | 2015  | 1        | 0     |
| Montserrat | 2018  | 3        | 0     |
| Montserrat | 2019  | 5        | 2     |
| Montserrat | 2021  | 3        | 2     |
| Montserrat | 2022  | 3        | 2     |
| Total      | Total | 15       | 6     |

#### Goles internacionales
| N.º | Fecha                   | Sede                                                                | Partido | Adversario                           | Gol | Resultado | Competencia                                           |
| --- | ----------------------- | ------------------------------------------------------------------- | ------- | ------------------------------------ | --- | --------- | ----------------------------------------------------- |
| 1   | 22 de marzo de 2019     | Estadio Ed Bush, West Bay, Islas Caimán                             | 5       | Islas Caimán                         | 1-0 | 2-1       | Clasificación de la Liga de Naciones CONCACAF 2019-20 |
| 2   | 7 de septiembre de 2019 | Estadio Blakes Estate, Look Out, Montserrat                         | 6       | República Dominicana                 | 2-1 | 2-1       | 2019-20 CONCACAF Liga de Naciones B                   |
| 3   | 2 de junio de 2021      | Estadio Panamericano, San Cristóbal, República Dominicana           | 11      | Islas Vírgenes de los Estados Unidos | 3-0 | 4-0       | Clasificación para la Copa Mundial de la FIFA 2022    |
| 4   | 2 de junio de 2021      | Estadio Panamericano, San Cristóbal, República Dominicana           | 11      | Islas Vírgenes de los Estados Unidos | 4-0 | 4-0       | Clasificación para la Copa Mundial de la FIFA 2022    |
| 5   | 5 de junio de 2022      | Estadio Olímpico Félix Sánchez, Santo Domingo, República Dominicana | 13      | Guyana                               | 1-0 | 1–2       | 2022-23 CONCACAF Liga de Naciones B                   |
| 6   | 12 de junio de 2022     | Estadio Olímpico Félix Sánchez, Santo Domingo, República Dominicana | 15      | Bermudas                             | 2-1 | 3–2       | 2022-23 CONCACAF Liga de Naciones B                   |

## Premios y reconocimientos
- Maidenhead United: Copa Sénior BBFA 2015[20]